# StriX
StriX est une constellation de micro-satellites (classe de 100 kilogrammes) d'observation de la Terre utilisant un radar à synthèse d'ouverture fonctionnant en bande X développée par la société japonaise Synspective et en cours de déploiement en 2022. Synspective, qui prévoit de disposer à terme de 25 satellites en orbite, vise le marché commercial. La résolution spatiale du radar dont l'antenne mesure 5 mètres de long une fois déployée dans l'espace est de 1 à 3 mètres selon la largeur de la fauchée (10 à 30 kilomètres). Le satellite est stabilisé sur trois axes et son énergie est fournie par des panneaux solaires qui se situent sur le revers de l'antenne radar. Deux prototypes, StriX α et β ont été placés en orbite en 2020 et 2022 et le premier satellite opérationnel StriX-1 est lancé le 15 septembre 2022. Ces lancements ont été effectués par la fusée néo-zélandaise Electron,.

## Historique des lancements
| Désignation | Date de lancement | Lanceur  | Référence COSPAR | Commentaire                | Statut |
| ----------- | ----------------- | -------- | ---------------- | -------------------------- | ------ |
| StriX-α     | 15 décembre 2020  | Electron | 2020-098A        | Coiffe du lanceur adaptée. | Succès |
| StriX-β     | 28 février 2022   | Electron | 2022-020A        | Coiffe du lanceur adaptée. | Succès |
| StriX-1     | 15 septembre 2022 | Electron | 2022-113A        | Coiffe du lanceur adaptée. | Succès |
| StriX-3     | 12 mars 2024      | Electron | 2024-047A        | Coiffe du lanceur adaptée. | Succès |
| StriX-4     | 2 août 2024       | Electron | 2024-137A        | Coiffe du lanceur adaptée. | Succès |
| StriX-2     | 21 décembre 2024  | Electron | 2024-248A        | Coiffe du lanceur adaptée. | Succès |